# Tadeusz Kurzeja
Tadeusz Kazimierz Kurzeja (ur. 12 stycznia 1896 w Wadowicach, zm. ?) – major żandarmerii Wojska Polskiego.

## Życiorys
Urodził się 12 stycznia 1896 w Wadowicach, w rodzinie Antoniego. W czasie I wojny światowej walczył w szeregach cesarskiej i królewskiej Armii. Jego oddziałem macierzystym był Pułk Piechoty Nr 80. Na stopień podporucznika rezerwy został mianowany ze starszeństwem z 1 stycznia 1917 w korpusie oficerów piechoty.
30 września 1919 został przyjęty do Wojska Polskiego z byłej armii austro-węgierskiej, z zatwierdzeniem posiadanego stopnia podporucznika, zaliczony do Rezerwy armii z równoczesnym powołaniem do służby czynnej na czas wojny i przydzielony do Żandarmerii Polowej Frontu Galicyjsko-Wołyńskiego. Walczył na wojnie z bolszewikami. 1 czerwca 1921 pełnił służbę w 6 dywizjonie żandarmerii polowej, a jego oddziałem macierzystym był Dywizjon Żandarmerii Wojskowej Nr 5 w Krakowie. 
3 maja 1922 został zweryfikowany w stopniu porucznika ze starszeństwem z 1 czerwca 1919 i 2. lokatą w korpusie oficerów żandarmerii. Przez wiele lat pełnił służbę w 5 dywizjonie żandarmerii w Krakowie. 31 marca 1924 awansował na kapitana ze starszeństwem z 1 lipca 1923 i 3. lokatą w korpusie oficerów żandarmerii. W 1934 napisał pracę „Dezercja do Niemiec. Jej przyczyny, środki zaradcze”. Na majora awansował ze starszeństwem z dniem 1 stycznia 1936 w korpusie oficerów żandarmerii. W latach 1937–1939 pełnił funkcję I zastępcy dowódcy 1 dywizjonu żandarmerii w Warszawie. 
30 sierpnia 1939, zgodnie z przydziałem mobilizacyjnym, objął funkcję dowódcy żandarmerii Armii „Modlin”. W czasie kampanii wrześniowej walczył na stanowisku dowódcy żandarmerii Armii „Modlin”, a następnie Armii generała brygady Emila Krukowicz-Przedrzymirskiego. 25 września 1939 w rejonie Wólki Łabuńskiej dostał się do niemieckiej niewoli. Następnego dnia zdołał zbiec z niewoli przy pomocy żony polskiego mechanika lotniczego. Następnie ukrywał się, korzystając z pomocy żony majora żandarmerii Bronisława Borelowskiego. 17 października 1939 przybył do Warszawy. 7 listopada 1939 został zatrzymany w „łapance” i skierowany do obozu jeńców. W niemieckiej niewoli przebywał do 29 kwietnia 1945. Był jeńcem Oflagu VII A Murnau. W listopadzie 1945, po uwolnieniu z niewoli, dowodził 17 szwadronem żandarmerii Polskich Sił Zbrojnych. 25 lipca 1969 otrzymał obywatelstwo brytyjskie. Mieszkał wówczas w Londynie przy 94 Goldsmith Avenue, West London, W3.

## Ordery i odznaczenia
- Złoty Krzyż Zasługi – 10 listopada 1938 „za zasługi w służbie wojskowej”[22]
- Srebrny Krzyż Zasługi – 10 listopada 1928 „w uznaniu zasług, położonych na polu pracy w poszczególnych działach wojskowości”[23][24]
- Brązowy Medal Zasługi Wojskowej z mieczami na wstążce Krzyża Zasługi Wojskowej[3]
- Srebrny Medal Waleczności 2 klasy[3]